# 丁基锡酸
丁基锡酸是一种有机锡化合物，化学式为C4H9Sn(O)OH，可由C4H9SnX3（X=卤素）在碱性条件下的水解得到。它和对甲苯磺酸反应生成{(BuSn)12(μ3-O)14(μ2-OH)6}2+簇。丁基锡酸可用作催化剂。